# Pfarrkirche Kötschach

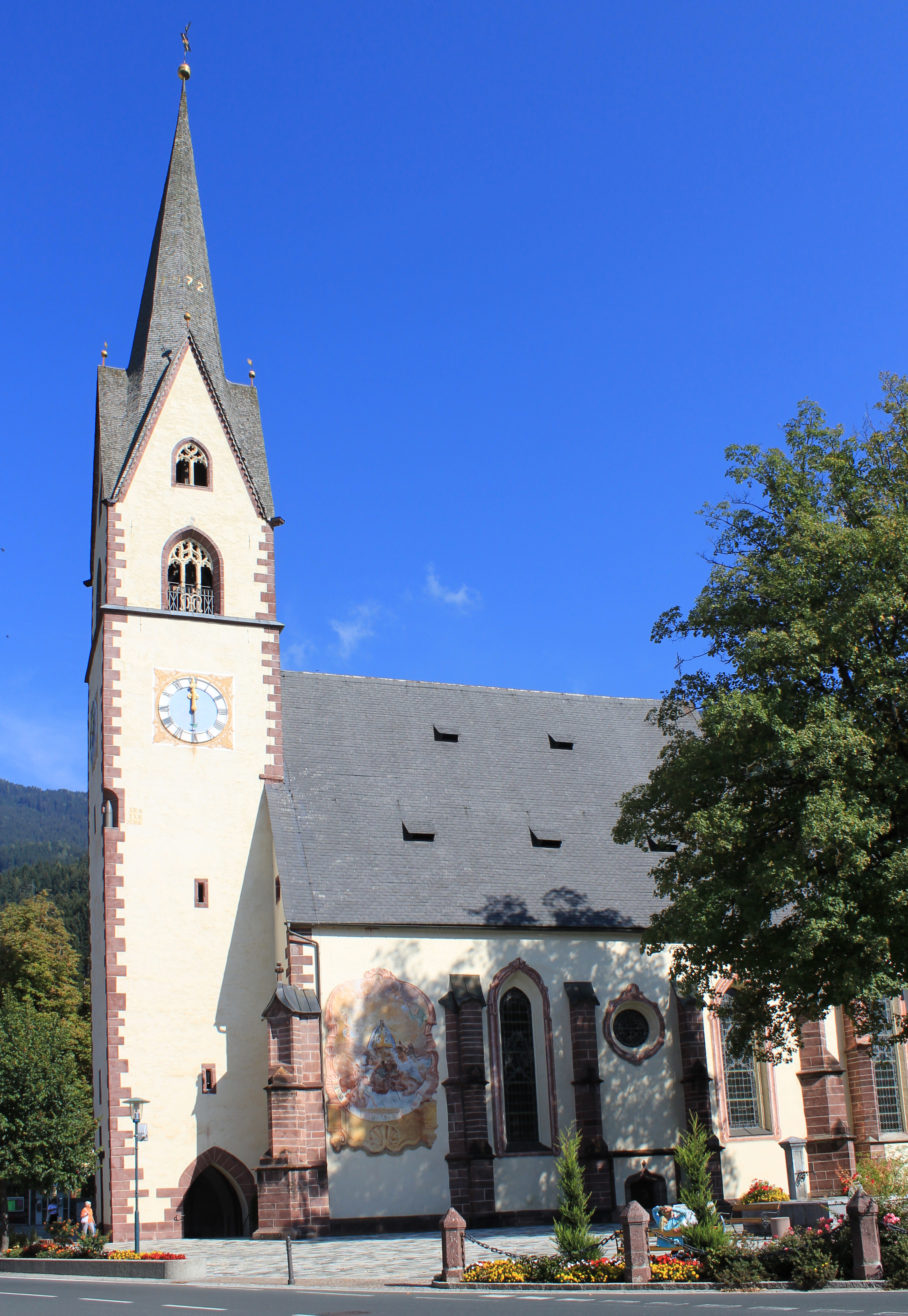
Pfarrkirche Kötschach

Die römisch-katholische Pfarrkirche Kötschach in der Gemeinde Kötschach-Mauthen ist Unserer Lieben Frau geweiht und trägt den Beinamen „Gailtaler Dom“.

## Geschichte
Die ehemalige Wallfahrtskirche findet 1399 ihre erste urkundliche Erwähnung. Nach Beschädigungen infolge der Türkeneinfälle erfolgte 1485 eine Neuweihe. Der heute bestehende Kirchenbau wurde 1518 bis 1527 von Bartlmä Firtaler unter Einbeziehung vorhandenen Mauerwerks errichtet und 1542 geweiht. Nachdem Kötschach bis dahin eine Filiale von St. Daniel war, wurde sie 1627 zur Pfarre erhoben. 1712 bis 1981 wurde die Betreuung der Pfarre von den Serviten aus Maria Luggau übernommen.

## Baubeschreibung

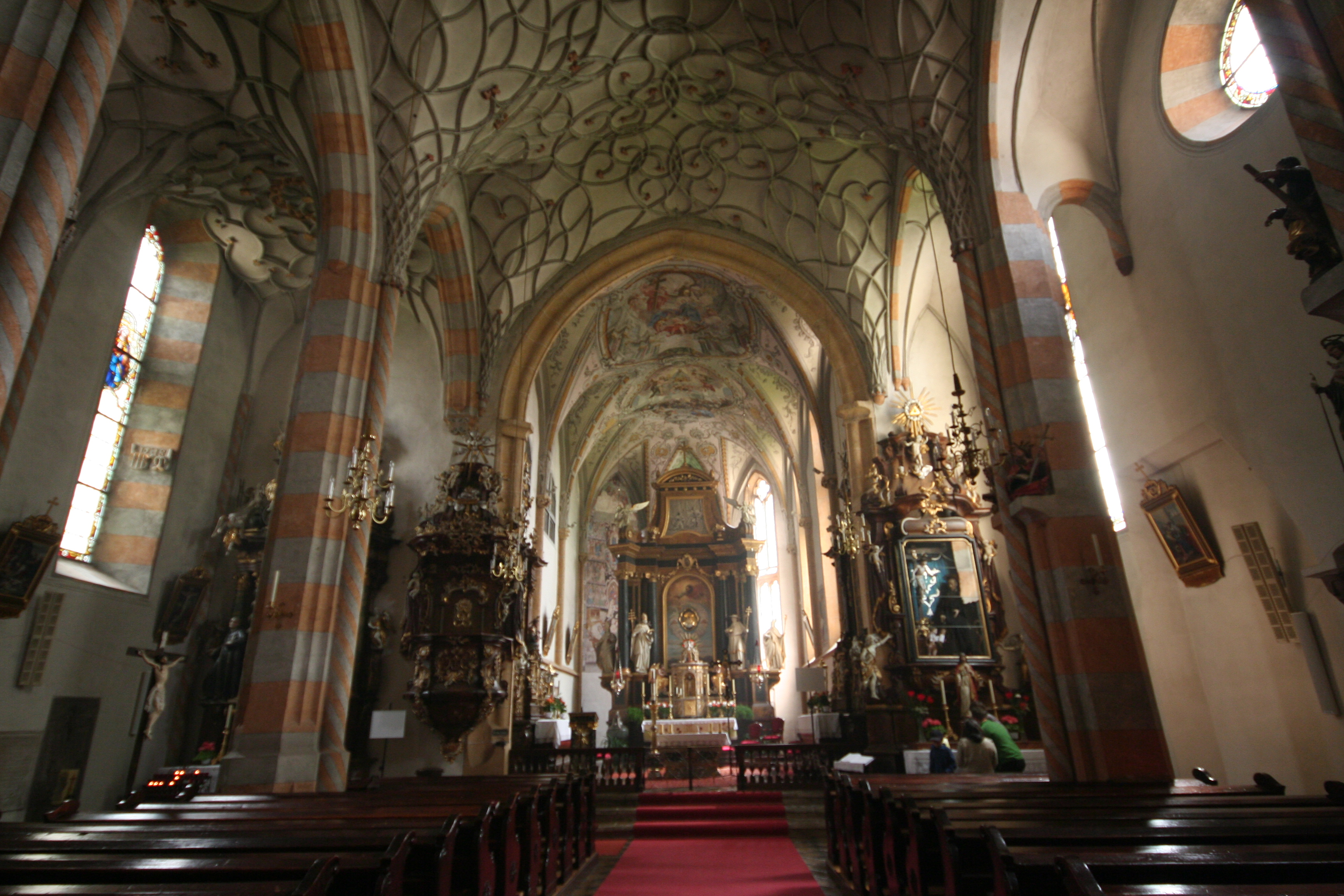
Innenansicht

Bei der Kirche handelt es sich um eine spätgotische Kirche mit einem einschiffigen, außen niedrigeren Langchor mit Fünfachtelschluss und einem mächtigen quadratischen Eingangsturm im Westen. Nördlich vom Chor ist die barocke Sakristei im letzten Abschnitt des unmittelbar an die Kirche angebauten Klostertraktes untergebracht. Der Chor und die Südwand des Langhauses werden von zweifach abgetreppten Strebepfeilern mit dreikantigem Mittelstück gestützt, die giebelbekrönten Streben an drei Ecken des Langhauses sind übereck gestellt. Ein weiterer Strebepfeiler befindet sich in der Ecke zwischen der Langhauswestwand und der Turmnordwand. An der Nordseite des Langhauses besitzt die Kirche ein durchlaufendes Sockelgesims, das Gesims in der Höhe der ersten Pfeilerabtreppung umfasst auch den Chor. Im Langhaus wechseln sich Lanzett- und Rundfenster ab, der Chor hat nur Lanzettfenster. Die Fenster im Chorschluss sind zweiteilig, in zwei Geschoße unterteilt und besitzen noch ursprüngliches Maßwerk, gekehlte Gewände sowie gemalte barocke Umrahmungen. Im Bildstockanbau südlich des Chores ist ein barockes Kreuzigungsgemälde zu sehen. Das nördliche Seitenportal ist spitzbogig profiliert, das südliche weist eine profilierte Kielbogenrahmung in einem übergreifenden rechteckigen Rahmenfeld auf. Das figürliche Sonnenuhrfresko mit einer Darstellung des Kötschacher Gnadenbildes malte 1750 Johann Michael Strickner. Die Strebepfeiler, Gesimse, Tür- und Fenstergewände sowie die Kantenverkleidung am Turm und Langhaus bestehen aus roten Laaser Sandsteinquadern. Der Turm mit Mauerschlitzen ist unten ungegliedert, das Glockengeschoß beginnt mit einem Sohlbankgesims. Darüber befinden sich spitzbogige dreiteilige Schallfenster mit reichem Maßwerk und in den Spitzgiebel zweiteilige Maßwerkfenster. Der Turm schließt mit achtseitigem Spitzhelm ab. Die Granatenhülse in der Nische an der Südwestecke des Turmes erinnert an die Kämpfe in den Karnischen Alpen im Ersten Weltkrieg. In der netzrippengewölbten Eingangshalle im Turmerdgeschoß ist eine Kriegergedächtnisstätte untergebracht. Der Zugang zur Kirche führt über ein spitzbogiges Portal an der Turmsüdseite und ein reich profiliertes spitzbogiges Westportal.
Das dreischiffige, vierjochige Langhaus mit annähernd gleich hohen Schiffen hat ein bedeutend schmäleres südliches Seitenschiff, das auch in der Gewölbeform von der übrigen Kirche abweicht. Die geringe Breite und wohl auch die rudimentären Formen am ersten linken Freipfeiler sowie andere Abweichungen dürften auf die Einbeziehung des Vorgängerbaus aus dem 15. Jahrhundert zurückzuführen sein, von dem wahrscheinlich die Mauern des Langhauses, der Triumphbogen und die Mauern des Chores mit Diensten und Kapitellen erhalten waren. Vom Vorgängerbau stammt auch die Sängerempore im Westjoch über fünfachsiger Pfeilerarkatur. Die Empore ist mit Netz- bzw. Sternrippen unterwölbt. Die Emporenbrüstung ist mit einer barocken Holzbalustrade verkleidet, darüber befindet sich ein Rokokoaufsatz. Die Orgel wurde im Jahr 1850 von Joseph und Georg Schmid erbaut. Die Pfeiler sind mehrfach gekehlt und haben vorgelegte Runddiensten, die im südlichen Seitenschiff nur rudimentär unter den trennenden Gurtbögen vorhanden sind. An der Südwand enden die Gurtbogen in zwei Kopfkonsolen. Die Einwölbung der Halle stammt gänzlich von Barthlmä Firtaler. Die Schlingrippensterne enden in Dreiblätter. Am zweiten nördlichen Pfeiler ist ein mit 1527 bezeichneter Wappenstein angebracht. An der Ostseite des linken Seitenschiffes findet sich eine Adlerkonsole. Ein reich profiliertes spitzbogiger Triumphbogen mit verkröpftem Gesims in der Kapitellzone verbindet das Mittelschiff mit dem Chor. Im dreijochigen Chor mit Dreiachtelschluss erhebt sich ein barockisiertes Gewölbe über gekehlte Runddienste mit Blattkapitellen. In den beiden östlichen Chorabschnitten verläuft ein Gesimsband im unteren Drittel der Wand, der mittlere Dienst steigt von hier auf. Alle Fenster der Kirche wurden 1913 neu verglast.

## Wandmalereien
Die Rokokodekoration im Chorgewölbe mit der Darstellung Himmelfahrt Mariä und Maria als Himmelskönigin ist mit „Inv. Et pinxit Michael Stricker“ bezeichnet. Die Kreuzabnahme und der Gang nach Emmaus wurde von Christoph Brandstätter dem Älteren gemalt. Nikolaus Kentner aus Lienz malte 1499 die Fresken in der nördlichen Chorschrägwand. In mehreren Reihen sind der Marientod, Mariä Himmelfahrt, die Verehrung Mariens durch Engeln und Heilige sowie die Marienkrönung wiedergegeben. Maria im Ährenkleid zeigt das 1440 entstandene Gemälde an der Südwand des Chores. Daneben findet sich das Wappen des Joachim Mögeli.

## Einrichtung
Den klassizistischen Hochaltar schuf 1833 Franz Stauder aus Sexten. Im Mittelbild ist unter dem segnenden Gottvater in einem Wolkenkranz das Gnadenbild einer Schwarzen Muttergottesstatue eingearbeitet. Seitlich stehen die lebensgroßen Statuen der vier lateinischen Kirchenväter. Im Altaraufsatzbild von Christoph Brandstätter bittet Esther um Gnade für ihr Volk.
Die beiden Wandaltäre aus dem Rokoko im westlichen Chorjoch wurden vom Servitenfrater Bruno Hochkofler geschaffen, die Altarblätter stammen von Joseph Pichler. Das Altarblatt des rechten Altars zeigt Maria als Rosenkranzkönigin, umgeben von Medaillons mit den 15 Geheimnissen des Rosenkranzes. Der Tabernakel mit einer barocken Statue der Rosenkranzkönigin wird flankiert von den Figuren der Heiligen Katharina von Siena und Dominikus. Am Altarblatt des linken Altars ist zu sehen, wie die Gottesmutter dem heiligen Antonius von Padua das Jesuskind überreicht. Die figürliche Darstellung in der Predella gibt den Unterricht Mariens wieder. Auf dem Tabernakel steht eine Statue des heiligen Josef mit Jesuskind, daneben die Büsten der Eltern Johannes des Täufers Zacharias und Elisabet.
Der linke Schmerzensaltar aus der Mitte des 18. Jahrhunderts trägt die Skulptur der Beweinung Christi, umgeben von den Statuen der Heiligen Philipp Benizi und Juliana von Falconieri sowie Gottvater und Engeln mit Leidenswerkzeugen und Schildern mit Passionsszenen. Der rechte Seitenaltar wurde von Bruno und Gabriel Hochofler im Stile des Rokoko geschaffen und ist dem heiligen Peregrinus geweiht. Der Glasschrein birgt eine bekleidete Wachsfigur des Heiligen vor dem Gekreuzigten.
Auch die 1769 geschaffene Rokokokanzel ist ein Werk von Bruno und Gabriel Hochofler. Im mittleren Brüstungfeld des Kanzelkorbes ist ein Marienmonogramm angebracht, am Schalldeckel sind neben dem Lamm mit dem Buch mit sieben Siegeln die Evangelistensymbole zu sehen.
An den vielseitigen Mittelschiffpfeilern sind die barocken Halbfiguren von Petrus und Paulus sowie von zwei stehenden Aposteln aufgestellt.
In der Laibung des östlichen Fensters im nördlichen Seitenschiff ist das Doppelwappen des Hans Mandorfer und seiner Gattin Anna Söll von Aichberg aus dem Jahre 1518 angebracht. Unter dem Fenster befindet sich der Reliefgrabstein des Caspar Mandorff († 1618) und seiner Frau Helene († 1619) aus rotem Marmor, daneben der Grabstein des Caspar Mandorff († 1701). Im Chor ist die Wappengrabplatte des Carl von Schönberg von 1667 aufgestellt.